# Miguel Alexandre Areias Lopes
Miguel Areias (Porto, 2 de juny de 1977) és un futbolista portuguès, que ocupa la posició de defensa.
Després de militar als modestos Ovarense i Beira Mar, el 2004 recala al FC Porto. Però, no té continuïtat en el club del drac, que el cedeix en tres ocasions: Boavista, Standard de Lieja i Celta de Vigo.
L'estiu del 2007 fitxa per l'Os Belenenses, i a l'any següent, pel CD Trofense.